# جزیره دوکوهک
جزیره دوکوهک نام جزیره‌ای در خلیج فارس در استان هرمزگان ایران است. این جزیره در شمال شرقی جزیره قشم واقع شده‌است.